# Legius-Syndrom
Das Legius-Syndrom (LGSS) ist eine sehr seltene angeborene Pigmentstörung der Haut mit zahlreichen Café-au-lait-Flecken und ähnelt der Neurofibromatose Typ 1 sehr, allerdings finden sich keine Neurofibrome. Das Syndrom gehört zu den neurokutanen Erkrankungen.
Synonyme sind: (veraltet) NF1-ähnliches Syndrom; Neurofibromatose 1-ähnliches Syndrom.
Die Erstbeschreibung stammt aus dem Jahre 2007 durch die belgische Humangenetikin Hilde Brems und Mitarbeiter.
Die Namensbezeichnung wurde im Jahre 2009 vorgeschlagen.

## Verbreitung
Die Häufigkeit wird mit 1 zu 20.000 angegeben, bislang wurde über weniger als 200 Betroffene berichtet. Die Vererbung erfolgt autosomal-dominant.

## Ursache
Der Erkrankung liegen in etwa 90 % der Fälle Mutationen im SPRED1-Gen auf Chromosom 15 Genort q14 zugrunde, welches für ein Sprouty-Related Evh1 Domain-Containing Protein 1 kodiert und am RAS/MAPK-Signalweg beteiligt ist.
Selten finden sich postzygotische pathogene Varianten in diesem Gen in Form eines Mosaiks. Das klinische Erscheinungsbild kann milder sein als in der klassischen Form. Diese Form wird als Mosaik-Legius-Syndrom bezeichnet.

## Klinische Erscheinungen
Klinische Kriterien sind:
- Manifestation im Kleinkindes- bis Kindesalter
- zahlreiche Café-au-lait-Flecken
- zusätzlich können sommersprossenartige Flecken in der Achsel oder in der Leistenregion auftreten
- Lisch-Knötchen, Neurofibrome oder Optikusgliom fehlen in Abgrenzung zur NF1

Hinzu können Kleinwuchs, Makrozephalie, Noonan-artige Gesichtsveränderungen, Aufmerksamkeitsdefizit-/Hyperaktivitätsstörung und beim
Erwachsenen Lipome kommen.

## Diagnose
Die Verdachtsdiagnose ergibt sich aus den klinischen Befunden, ist aber unsicher. Bei etwa der Hälfte der Betroffenen sind die diagnostischen Kriterien für eine NF1 erfüllt. Die Diagnose sollte durch humangenetische Untersuchung gesichert werden. Ist in der Familie bereits die Mutation bekannt, ist ein vorgeburtlicher Nachweis möglich.

## Differentialdiagnostik
Abzugrenzen sind folgende Erkrankungen und Syndrome:
- Neurofibromatose Typ 1
- Noonan-Syndrom
- LEOPARD-Syndrom
- McCune-Albright-Syndrom
- RASopathien
- Carney-Komplex
- Proteus-Syndrom
- CMMRD-Syndrom (konstitutionelles Mismatch-Repair-Defizienz-Syndrom)[7]
- Phakomatosen

## Therapie und Aussichten
Eine spezifische Behandlung ist nicht bekannt, je nach den klinischen Veränderungen ist eine symptomatische Therapie möglich. Die Prognose ist gut.